# Elecciones al Parlamento de Cataluña de 1999
El domingo 17 de octubre de 1999 se celebraron las sextas elecciones al Parlamento de Cataluña desde la recuperación de la democracia. Hubo una participación del 59,20 por ciento. Las elecciones fueron anticipadas dos meses, pues debían haberse celebrado el domingo 19 de diciembre de 1999.
Pese a que la formación que recibió más votos fue el Partit dels Socialistes de Catalunya, liderado por Pasqual Maragall, fue Convergència i Unió la formación que obtuvo más escaños, debido al sistema electoral, que da a las provincias menos pobladas mayor peso en el parlamento del que les correspondería proporcionalmente por población.
El candidato de CiU a la Presidencia de la Generalidad, Jordi Pujol, fue elegido presidente al contar con el apoyo de los votos del Partido Popular en la investidura, en virtud del Pacto del Majestic, firmado por CiU y el PP en 1996 por el que se comprometían a apoyarse mutuamente.

## Resultados
| ← Elecciones al Parlamento de Cataluña de 1999 → |                                                           |                          |           |       |          |             |
| Presidente y gobierno | Partido                                                   | Candidato                | Votos     | %     | Escaños  | +/-         |
| - Presidente: Jordi Pujol - Gobierno: CiU - Censo: 5.293.657 - Votantes: 3.133.926 (59,20%) - Abstención: 2.159.731 (40,80%) - Válidos: 3.126.090 (99,75%) - A candidatura: 3.097.122 (98,83%) - Escaños: 135 | PSC-Ciutadans pel Canvi (PSC-CPC) a                       | Pasqual Maragall         | 1.183.299 | 38,21 | 52 b     | +18         |
| - Presidente: Jordi Pujol - Gobierno: CiU - Censo: 5.293.657 - Votantes: 3.133.926 (59,20%) - Abstención: 2.159.731 (40,80%) - Válidos: 3.126.090 (99,75%) - A candidatura: 3.097.122 (98,83%) - Escaños: 135 | Convergència i Unió (CiU)                                 | Jordi Pujol              | 1.178.420 | 38,05 | 56c      | -4          |
| - Presidente: Jordi Pujol - Gobierno: CiU - Censo: 5.293.657 - Votantes: 3.133.926 (59,20%) - Abstención: 2.159.731 (40,80%) - Válidos: 3.126.090 (99,75%) - A candidatura: 3.097.122 (98,83%) - Escaños: 135 | Partit Popular (PP)                                       | Alberto Fernández Díaz   | 297.265   | 9,60  | 12       | -5          |
| - Presidente: Jordi Pujol - Gobierno: CiU - Censo: 5.293.657 - Votantes: 3.133.926 (59,20%) - Abstención: 2.159.731 (40,80%) - Válidos: 3.126.090 (99,75%) - A candidatura: 3.097.122 (98,83%) - Escaños: 135 | Esquerra Republicana de Catalunya (ERC)                   | Josep Lluís Carod Rovira | 271.173   | 8,76  | 12       | -1          |
| - Presidente: Jordi Pujol - Gobierno: CiU - Censo: 5.293.657 - Votantes: 3.133.926 (59,20%) - Abstención: 2.159.731 (40,80%) - Válidos: 3.126.090 (99,75%) - A candidatura: 3.097.122 (98,83%) - Escaños: 135 | Iniciativa per Catalunya-Verds (ICV)                      | Rafael Ribó              | 78.441    | 2,53  | 3 (5 d ) | -8 ( -6 d ) |
| - Presidente: Jordi Pujol - Gobierno: CiU - Censo: 5.293.657 - Votantes: 3.133.926 (59,20%) - Abstención: 2.159.731 (40,80%) - Válidos: 3.126.090 (99,75%) - A candidatura: 3.097.122 (98,83%) - Escaños: 135 | Esquerra Unida i Alternativa (EUiA)                       | Antoni Lucchetti         | 44.454    | 1,44  | 0        |             |
| - Presidente: Jordi Pujol - Gobierno: CiU - Censo: 5.293.657 - Votantes: 3.133.926 (59,20%) - Abstención: 2.159.731 (40,80%) - Válidos: 3.126.090 (99,75%) - A candidatura: 3.097.122 (98,83%) - Escaños: 135 | Els Verds (Confederació Ecologista de Catalunya) (EV-CEC) | Elisenda Fores           | 22.797    | 0,74  | 0        |             |
| - Presidente: Jordi Pujol - Gobierno: CiU - Censo: 5.293.657 - Votantes: 3.133.926 (59,20%) - Abstención: 2.159.731 (40,80%) - Válidos: 3.126.090 (99,75%) - A candidatura: 3.097.122 (98,83%) - Escaños: 135 | Els Verds-Alternativa Verda (EV-AV)                       | Josep Puig i Boix        | 8.254     | 0,27  | 0        |             |
| - Presidente: Jordi Pujol - Gobierno: CiU - Censo: 5.293.657 - Votantes: 3.133.926 (59,20%) - Abstención: 2.159.731 (40,80%) - Válidos: 3.126.090 (99,75%) - A candidatura: 3.097.122 (98,83%) - Escaños: 135 | Partit Obrer Socialista Internacionalista (POSI)          |                          | 2.784     | 0,09  | 0        |             |
| - Presidente: Jordi Pujol - Gobierno: CiU - Censo: 5.293.657 - Votantes: 3.133.926 (59,20%) - Abstención: 2.159.731 (40,80%) - Válidos: 3.126.090 (99,75%) - A candidatura: 3.097.122 (98,83%) - Escaños: 135 | Estat Català (EC)                                         |                          | 1.774     | 0,06  | 0        |             |
| - Presidente: Jordi Pujol - Gobierno: CiU - Censo: 5.293.657 - Votantes: 3.133.926 (59,20%) - Abstención: 2.159.731 (40,80%) - Válidos: 3.126.090 (99,75%) - A candidatura: 3.097.122 (98,83%) - Escaños: 135 | Partit Humanista de Catalunya (PHC)                       |                          | 1.327     | 0,04  | 0        |             |
| - Presidente: Jordi Pujol - Gobierno: CiU - Censo: 5.293.657 - Votantes: 3.133.926 (59,20%) - Abstención: 2.159.731 (40,80%) - Válidos: 3.126.090 (99,75%) - A candidatura: 3.097.122 (98,83%) - Escaños: 135 | Falange Española de las JONS (FE JONS)                    |                          | 1.281     | 0,04  | 0        |             |
| - Presidente: Jordi Pujol - Gobierno: CiU - Censo: 5.293.657 - Votantes: 3.133.926 (59,20%) - Abstención: 2.159.731 (40,80%) - Válidos: 3.126.090 (99,75%) - A candidatura: 3.097.122 (98,83%) - Escaños: 135 | Unión Centrista-Centro Democrático y Social (UC-CDS)      |                          | 1.161     | 0,04  | 0        |             |
| - Presidente: Jordi Pujol - Gobierno: CiU - Censo: 5.293.657 - Votantes: 3.133.926 (59,20%) - Abstención: 2.159.731 (40,80%) - Válidos: 3.126.090 (99,75%) - A candidatura: 3.097.122 (98,83%) - Escaños: 135 | Partit de la Llei Natural (PLN)                           |                          | 1.029     | 0,03  | 0        |             |
| - Presidente: Jordi Pujol - Gobierno: CiU - Censo: 5.293.657 - Votantes: 3.133.926 (59,20%) - Abstención: 2.159.731 (40,80%) - Válidos: 3.126.090 (99,75%) - A candidatura: 3.097.122 (98,83%) - Escaños: 135 | UNIC-FIC                                                  |                          | 881       | 0,03  | 0        |             |
| - Presidente: Jordi Pujol - Gobierno: CiU - Censo: 5.293.657 - Votantes: 3.133.926 (59,20%) - Abstención: 2.159.731 (40,80%) - Válidos: 3.126.090 (99,75%) - A candidatura: 3.097.122 (98,83%) - Escaños: 135 | Trabajadores Públicos Rebotados (TPR)                     |                          | 833       | 0,03  | 0        |             |
| - Presidente: Jordi Pujol - Gobierno: CiU - Censo: 5.293.657 - Votantes: 3.133.926 (59,20%) - Abstención: 2.159.731 (40,80%) - Válidos: 3.126.090 (99,75%) - A candidatura: 3.097.122 (98,83%) - Escaños: 135 | Partit Espinaltià (PE)                                    |                          | 799       | 0,03  | 0        |             |
| - Presidente: Jordi Pujol - Gobierno: CiU - Censo: 5.293.657 - Votantes: 3.133.926 (59,20%) - Abstención: 2.159.731 (40,80%) - Válidos: 3.126.090 (99,75%) - A candidatura: 3.097.122 (98,83%) - Escaños: 135 | Lluita Internacionalista (LI (LIT-CI))                    |                          | 799       | 0,03  | 0        |             |
| - Presidente: Jordi Pujol - Gobierno: CiU - Censo: 5.293.657 - Votantes: 3.133.926 (59,20%) - Abstención: 2.159.731 (40,80%) - Válidos: 3.126.090 (99,75%) - A candidatura: 3.097.122 (98,83%) - Escaños: 135 | Unión Federal Democrática (UFD)                           |                          | 447       | 0,01  | 0        |             |
| - Presidente: Jordi Pujol - Gobierno: CiU - Censo: 5.293.657 - Votantes: 3.133.926 (59,20%) - Abstención: 2.159.731 (40,80%) - Válidos: 3.126.090 (99,75%) - A candidatura: 3.097.122 (98,83%) - Escaños: 135 | Catalans al Món (CAM)                                     |                          | 110       | 0,00  | 0        |             |
| - Presidente: Jordi Pujol - Gobierno: CiU - Censo: 5.293.657 - Votantes: 3.133.926 (59,20%) - Abstención: 2.159.731 (40,80%) - Válidos: 3.126.090 (99,75%) - A candidatura: 3.097.122 (98,83%) - Escaños: 135 | Partido Democrático del Pueblo (PDEP)                     |                          | 108       | 0,00  | 0        |             |
| - Presidente: Jordi Pujol - Gobierno: CiU - Censo: 5.293.657 - Votantes: 3.133.926 (59,20%) - Abstención: 2.159.731 (40,80%) - Válidos: 3.126.090 (99,75%) - A candidatura: 3.097.122 (98,83%) - Escaños: 135 | En blanco                                                 |                          | 28.968    | 0,92  | N/A      | N/A         |
| - Presidente: Jordi Pujol - Gobierno: CiU - Censo: 5.293.657 - Votantes: 3.133.926 (59,20%) - Abstención: 2.159.731 (40,80%) - Válidos: 3.126.090 (99,75%) - A candidatura: 3.097.122 (98,83%) - Escaños: 135 | Nulos                                                     |                          | 7.836     | 0,25  | N/A      | N/A         |

a Incluye a ICV en las provincias de Lérida, Gerona y Tarragona, .

b De ellos 35 del PSC, 15 de CPC y 2 de ICV.

c De ellos 43 de CDC y 13 de UDC.

d Si se incluyen los 2 diputados de ICV elegidos dentro de las listas del PSC-CC.

### Investidura del Presidente de la Generalidad
| Candidato         | Fecha                                                        | Voto       |    |    |    |    |   | Total  |
| ----------------- | ------------------------------------------------------------ | ---------- | -- | -- | -- | -- | - | ------ |
| Jordi Pujol (CiU) | 16 de noviembre de 1999 Mayoría requerida: Absoluta (68/135) | Sí         | 56 |    | 12 |    |   | 68/135 |
| Jordi Pujol (CiU) | 16 de noviembre de 1999 Mayoría requerida: Absoluta (68/135) | No         |    | 52 |    |    | 3 | 55/135 |
| Jordi Pujol (CiU) | 16 de noviembre de 1999 Mayoría requerida: Absoluta (68/135) | Abstención |    |    |    | 12 |   | 12/135 |